# Distretto di Kariwa
Il distretto di Kariwa (刈羽郡, Kariwa-gun?) è uno dei distretti della prefettura di Niigata, in Giappone.
Attualmente fa parte del distretto solo il comune di Kariwa.
| Controllo di autorità | VIAF (EN) 256570770 · NDL (EN, JA) 00406589 |